# Eduardo Portabella
Eduardo Portabella Arrizabalaga (1846 - 1911) fue un litógrafo español.

## Inicios
En 1877 participó en la empresa fundada por Lac y Millán y en 1880 inauguró su propio establecimiento en la céntrica calle del Paseo de la Independencia (Zaragoza), desde el que se dedicó a la impresión de numerosos trabajos, tales como:
- Álbum del toreo, en colaboración con Marcelino de Unceta.
- La correspondencia de España. Suplemento Dominical, en color.
- Carteles de espectáculos, con los que ganó varios premios.
- Cartel conmemorativo del IV Centenario del descubrimiento de América.
- Carteles taurinos.
- Cartel de la Exposición Aragonesa de 1885-86, ganador de un premio.

## Nueva ubicación
En 1898 estableció sus residencia junto a los talleres en el también céntrico paseo de Sagasta.
Su taller fue el primero en utilizar los fotolitos preparados en Zaragoza por Santiago Ramón y Cajal en 1882.
El buen hacer de su empresa le llevó al éxito con la elaboración de trabajos diversos:
- libros
- revistas
- partituras musicales
- diplomas
- folletos publicitarios
- tarjetas postales
- impresos de seguridad
- acciones
- obligaciones
- cheques
- recibos y otros documentos bancarios
- precintos de garantía

## Perpetuación
Tras su muerte su hija Matilde Portabella (1889-1960) se encargó del negocio familiar.
En 1936 esta empresa se encargó de la impresión de billetes de moneda para el Gobierno de Burgos. También imprimió sellos de correos.
En esta misma época se encargaron de elaborar carteles de propaganda, pero la falta de dibujantes especializados no propició un resultado satisfactorio de los trabajos.
La empresa se vendió en 1945 y continuó con el nombre de Aragonesa de Industrias Gráficas, S.A..
Algunos de los carteles editados por esta empresa, a lo largo de todas las épocas, se pueden encontrar en estos mismos locales, además de libros recopilatorios.